# شرکت اسلحه‌سازی اسپرینگفیلد
شرکت اسلحه‌سازی اسپرینگفیلد (به انگلیسی: Springfield Armory, Inc)، یک شرکت اسلحه سازی در آمریکا است که در سال ۱۹۷۴ در شهر جنسو، ایلینوی تأسیس شده‌است.